# 隆亞奇科區
6°13′59″S 77°55′01″W / 6.23306°S 77.91694°W
隆亞奇科區（西班牙語：Distrito de Lonya Chico），是秘魯的一個區，位於該國北部亞馬遜大區的盧亞省，始建於1875年1月2日，面積83.8平方公里，海拔高度2,350米，2005年人口1,147，人口密度每平方公里14人。